# Финал на Шампионската лига 2018
Финалът на Шампионската лига 2018 е футболен мач, който се провежда в събота, 26 май 2018 г., между испанския Реал Мадрид КФ и английския ФК Ливърпул на олимпийския стадион в украинската столица Киев. Мачът се провежда за да определи победителя на сезон 2017/18 в Шампионската лига, най-големия европейски клубен турнир. Преди този мач Реал са печелили титлата 12 пъти, докато Ливърпул играе за 6-а титла.
Реал е в група H заедно с Борусия Дортмунд, Тотнъм Хотспър и Апоел Никозия и завършва на второто място след Тотнъм.
В групите Ливърпул е в група E заедно с ФК Спартак Москва, ФК Севиля и НК Марибор и завършва на първо място.
Реал се справят с ПСЖ, Ювентус и Байерн Мюнхен, а Ливърпул отстраняват Порто, Манчестър Сити и Рома по пътя към финала.

## Детайли
| 26 май 2018 г. 21:45 (UTC+3) |

| Реал Мадрид               | 3:1    | Ливърпул |
| ------------------------- | ------ | -------- |
| Бензема 51' Бейл 64', 83' | Доклад | Мане 55' |

| Олимпийски стадион, Киев 61 561 зрители Съдия: Милорад Мажич |